# Montagne de Sion
Pour les articles homonymes, voir Sion.
Ne doit pas être confondu avec Mont Sion.
La montagne de Sion est une montagne de France située dans le massif du Jura, en Haute-Savoie, au nord d'Annecy et au sud de Genève.

## Géographie
La montagne de Sion culmine à 857 mètres d'altitude au-dessus du hameau de Verlioz sur la commune de Cernex au sud et du village de Présilly au nord. Elle forme un seuil entre le Salève à l'est et le Vuache à l'ouest, constituant une frontière naturelle entre le bassin lémanique au nord et la vallée des Usses au sud. Quatre points bas jalonnent la montagne, entre Savigny et Dingy-en-Vuache à 620 mètres d'altitude, entre Savigny et Valleiry à 649 mètres d'altitude, entre Jonzier-Épagny et Vers à environ 670 mètres d'altitude et entre Andilly et Beaumont à 785 mètres d'altitude. C'est par ce dernier passage dit col du Mont-Sion que transite la majorité du trafic car malgré son altitude relativement élevée, c'est le chemin le plus direct entre Annecy et Genève ; la route départementale 1201 et l'autoroute A41 via le tunnel du Mont-Sion le franchissent.
Bien que détachée de la chaîne principale du massif du Jura qui s'étend à l'ouest, les reliefs jurassiens environnants — Salève à l'est, Vuache à l'ouest et Mandallaz au sud — rattachent la montagne de Sion au Jura mais du fait de sa position géographique, elle est parfois rattachée aux Préalpes qui s'étendent au sud-est.

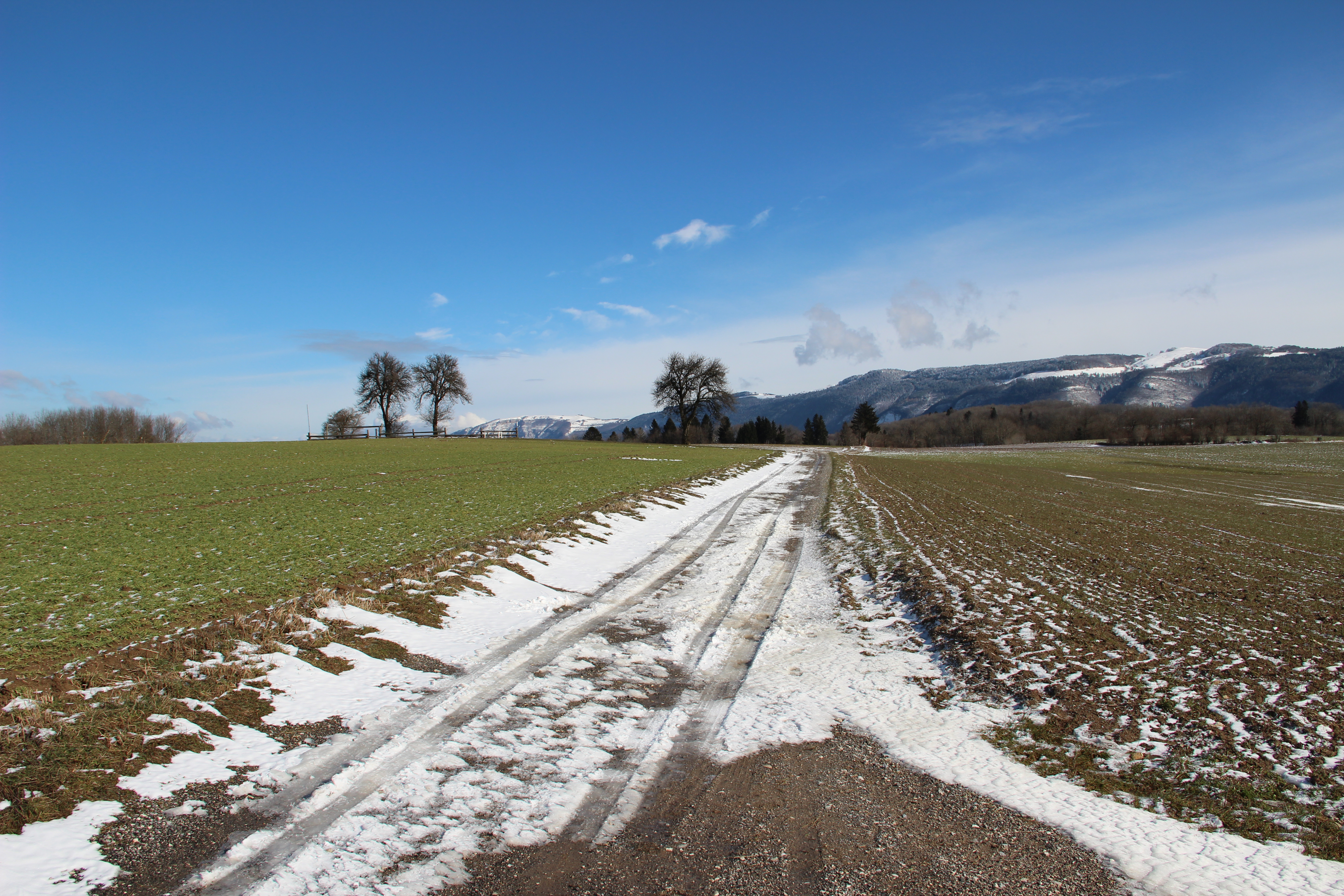
Paysage de la montagne de Sion à Cernex avec le Salève au dernier plan.